# EURO 2012 Kvalifikation, Gruppe H
UEFA EURO 2012 Kvalifikation, Gruppe H er ottende gruppe ud af ni, i kvalifikationen til EURO 2012 i Polen/Ukraine.

## Stilling
| Nr | Hold     | K | V | U | T | Mf |   | Mi | +/- | P               |
| -- | -------- | - | - | - | - | -- | - | -- | --- | --------------- |
| 1  | Danmark  | 8 | 6 | 1 | 1 | 15 | – | 6  | +9  | 19Kvalifikation |
| 2  | Portugal | 8 | 5 | 1 | 2 | 21 | – | 12 | +9  | 16Playoff       |
| 3  | Norge    | 8 | 5 | 1 | 2 | 10 | – | 7  | +3  | 16              |
| 4  | Island   | 8 | 1 | 1 | 6 | 7  | – | 17 | −10 | 4               |
| 5  | Cypern   | 8 | 0 | 2 | 6 | 7  | – | 20 | −13 | 2               |

 Opdateret: 6. september 2011
Kilde:UEFA.com.
 K: Kampe spillet, V: Vundne kampe, U: Uafgjorte kampe, T: Tabte kampe, Mf: Mål for, Mi: Mål imod, +/-: Måldifference, P: Point

 

## Kampprogram
| 3. september 2010 20:00 |

| Island       | 1 – 2     | Norge                            |
| ------------ | --------- | -------------------------------- |
| Helguson 38' | (referat) | Hangeland 58' · Abdellaoue 75' · |

| Laugardalsvöllur, Reykjavik Tilskuere: 6.137 Dommer: Luca Banti, (Italien) |

| 3. september 2010 20:45 |

| Portugal                                              | 4 – 4     | Cypern                                                     |
| ----------------------------------------------------- | --------- | ---------------------------------------------------------- |
| Almeida 8' · Meireles 29' · Danny 50' · Fernandes 60' | (referat) | Aloneftis 3' · Konstantinou 11' · Okkas 57' · Avraam 89' · |

| Estádio D. Afonso Henriques, Guimarães Tilskuere: 9.100 Dommer: Mark Clattenburg, (England) |

| 7. september 2010 20:15 |

| Danmark          | 1 – 0     | Island |
| ---------------- | --------- | ------ |
| Kahlenberg 90+1' | (referat) |        |

| Parken, København Tilskuere: 18.908 Dommer: Dougie McDonald, (Skotland) |

| 7. september 2010 20:45 |

| Norge         | 1 – 0     | Portugal |
| ------------- | --------- | -------- |
| Huseklepp 21' | (referat) |          |

| Ullevaal Stadion, Oslo Tilskuere: 24.535 Dommer: Laurent Duhamel, (Frankrig) |

| 9. oktober 2010 20:00 |

| Cypern    | 1 – 2     | Norge                  |
| --------- | --------- | ---------------------- |
| Okkas 58' | (referat) | Riise 2' · Carew 42' · |

| Antonis Papadopoulos, Larnaca Tilskuere: 8.500 Dommer: Serge Gumienny, (Belgien) |

| 9. oktober 2010 21:45 |

| Portugal                     | 3 – 1     | Danmark                  |
| ---------------------------- | --------- | ------------------------ |
| Nani 30' 31' · C.Ronaldo 86' | (referat) | Carvalho 80' (selvmål) · |

| Estádio do Dragão, Porto Tilskuere: 27.000 Dommer: Eric Braamhaar, (Holland) |

| 12. oktober 2010 20:15 |

| Danmark                    | 2 – 0     | Cypern |
| -------------------------- | --------- | ------ |
| Duncan 47' · Lorentzen 81' | (referat) |        |

| Parken, København Tilskuere: 15.544 Dommer: César Muñiz Fernández, (Spanien) |

| 12. oktober 2010 21:45 |

| Island       | 1 – 3     | Portugal                                     |
| ------------ | --------- | -------------------------------------------- |
| Helguson 17' | (referat) | C. Ronaldo 3' · Meireles 27' · Postiga 72' · |

| Laugardalsvöllur, Reykjavik Tilskuere: 9.755 Dommer: Thomas Einwaller, (Østrig) |

| 26. marts 2011 20:00 |

| Cypern | 0 – 0     | Island |
| ------ | --------- | ------ |
|        | (referat) |        |

| Antonis Papadopoulos, Larnaca Tilskuere: 2.000 Dommer: Darko Čeferin, (Slovenien) |

| 26. marts 2011 20:00 |

| Norge         | 1 – 1     | Danmark         |
| ------------- | --------- | --------------- |
| Huseklepp 81' | (referat) | Rommedahl 27' · |

| Ullevaal Stadion, Oslo Tilskuere: 24.828 Dommer: Gianluca Rocchi, (Italien) |

| 4. juni 2011 21:00 |

| Portugal           | 1 – 0     | Norge |
| ------------------ | --------- | ----- |
| Helder Postiga 53' | (referat) |       |

| Estádio da Luz, Lissabon Tilskuere: 47.829 Dommer: Cüneyt Çakır (Tyrkiet) |

| 4. juni 2011 20.45 |

| Island | 0 – 2     | Danmark                    |
| ------ | --------- | -------------------------- |
|        | (referat) | Schøne 60' · Eriksen 75' · |

| Laugardalsvöllur, Reykjavik Tilskuere: 7.629 Dommer: Firat Aydinus, Tyrkiet |

| 2. september 2011 21.45 |

| Cypern | 0 – 4     | Portugal                                                |
| ------ | --------- | ------------------------------------------------------- |
|        | (referat) | C. Ronaldo 35 (str.), 83' · Almeida 84' · Danny 90+2' · |

| Antonis Papadopoulos, Larnaca Tilskuere: 15.444 Dommer: Gianluca Rocchi (Italien) |

| 2. september 2011 20.00 |

| Norge                 | 1 – 0     | Island |
| --------------------- | --------- | ------ |
| Abdellaoue 88 (str.)' | (referat) |        |

| Ullevaal Stadion, Oslo Tilskuere: 22.381 Dommer: Ovidiu Alin Hategan (Rumænien) |

| 6. september 2011 20:15 UTC+2 |

| Danmark          | 2 – 0   | Norge |
| ---------------- | ------- | ----- |
| Bendtner 24' 44' | Rapport |       |

| Parken, København Tilskuere: 37.167 Dommer: Stéphane Lannoy (Frankrig) |

| 6. september 2011 18:45 UTC±0 |

| Island        | 1 – 0   | Cypern |
| ------------- | ------- | ------ |
| Sigþórsson 5' | Rapport |        |

| Laugardalsvöllur, Reykjavík Tilskuere: 5.267 Dommer: Boško Jovanetić (Serbien) |

| 7. oktober 2011 21:30 UTC+3 |

| Cypern       | 1 – 4   | Danmark                                             |
| ------------ | ------- | --------------------------------------------------- |
| Avraam 45+1' | Rapport | Jacobsen 7' · Rommedahl 11' 22' · Krohn-Dehli 20' · |

| GSP Stadion, Nicosia Tilskuere: 1.800 Dommer: Marijo Strahonja (Kroatien) |

| 7. oktober 2011 21:00 UTC+1 |

| Portugal                                               | 5 – 3   | Island                                          |
| ------------------------------------------------------ | ------- | ----------------------------------------------- |
| Nani 13' 21' · Postiga 45' · Moutinho 81' · Eliseu 87' | Rapport | Jónasson 48' 68' · G. Sigurðsson 90+3' (str.) · |

| Estádio do Dragão, Porto Tilskuere: 35.715 Dommer: Bas Nijhuis (Holland) |

| 1. oktober 2011 20:15 UTC+2 |

| Norge                                | 3 – 1   | Cypern      |
| ------------------------------------ | ------- | ----------- |
| Pedersen 25' · Carew 34' · Høgli 65' | Rapport | Okkas 42' · |

| Ullevaal Stadion, Oslo Dommer: William Collum (Skotland) |

| 11. oktober 2011 20:15 UTC+2 |

| Danmark                        | 2 – 1   | Portugal                  |
| ------------------------------ | ------- | ------------------------- |
| Krohn-Dehli 13' · Bendtner 63' | Rapport | Cristiano Ronaldo 90+2' · |

| Parken, København Tilskuere: 37.012 Dommer: Nicola Rizzoli (Italien) |

## Målscorere
5 mål
| - Cristiano Ronaldo |

4 mål
| - Nani |

3 mål
| - Ioannis Okkas - Nicklas Bendtner | - Dennis Rommedahl | - Hélder Postiga |  |

2 mål
| - Andreas Avraam - Michael Krohn-Dehli - Heiðar Helguson - Hallgrímur Jónasson | - Mohammed Abdellaoue - John Carew - Erik Huseklepp | - Hugo Almeida - Danny - Raúl Meireles |

1 mål
| - Efstathios Aloneftis - Michalis Konstantinou - Christian Eriksen - Lars Jacobsen - Thomas Kahlenberg - Kasper Lorentzen | - Morten Rasmussen - Lasse Schøne - Kolbeinn Sigþórsson - Gylfi Sigurðsson - Tom Høgli - Morten Gamst Pedersen | - Brede Hangeland - John Arne Riise - Eliseu - Manuel Fernandes - João Moutinho |

1 selvmål
- Ricardo Carvalho (i kampen mod Denmark)